# XEABC-AM
XEABC-AM es una estación de radio localizada en la Ciudad de México. Transmite en los 760 kHz de la banda de amplitud modulada con 70,000 watts de potencia. Actualmente se le conoce como Radio Cañón 760 AM.

## Historia
XEABC inicia transmisiones el 20 de agosto de 1964 con el nombre de Radio Moderna y así se mantiene hasta mediados de los años 70 cuando cambia a ABC Radio Internacional. Desde 1988 simplemente se le conocería como ABC Radio. Su programación ha permanecido invariable a lo largo de su existencia. Al ser la estación piloto de Organización Editorial Mexicana aprovechaba el contenido informativo de sus diarios en todo el país, como El Sol de México. Es una de las radiodifusoras de corte hablado con más duración al aire con el mismo formato desde su creación ofreciendo contenidos como noticieros, programas de revista y programas de opinión, espectáculos, mesas redondas y mesas sociales las 24 horas del día. 
ABC Radio transmite desde Estudios Tepeyac, con planta transmisora ubicada en La Paz, Estado de México.
En abril de 2021, NTR adquirió la red ABC Radio de OEM. XEABC fue rebautizada como "760 AM", hasta el 15 de agosto de 2022 cuando adoptó el nombre de "Radio Cañón", nombre utilizado en las antiguas estaciones de ABC Radio, basadas en XHTGO-FM.